# Богданець-Білоскаленко Наталія Іванівна
Наталія Іванівна Богданець-Білоскаленко (нар. 19 листопада 1974, місто Київ) — український науковець, доктор педагогічних наук, професор, завідувач відділу навчання мов національних меншин і зарубіжної літератури Інституту педагогіки Національної академії педагогічних наук України, професор Ізмаїльського державного гуманітарного університету, експерт Ради Європи.

## Життєпис
1994—2000 — працювала вчителем початкових класів СЗШ № 189 м. Києва;
1998 — закінчила Київський міжрегіональний інститут удосконалення вчителів імені Б. Грінченка (тепер Київський університет імені Бориса Грінченка) за спеціальністю «Початкове навчання» та згодом за спеціальністю «Українська мова і література, зарубіжна література».
2000—2018 — викладач, старший викладач, доцент кафедри української літератури і компаративістики, завідувач науково-дослідної лабораторії грінченкознавства Київського університету імені Бориса Грінченка (у студентів з напряму підготовки «Початкове навчання», «Дошкільна освіта», «Українська мова і література», «Журналістика», «Книгознавство, бібліотекознавство» викладала такі навчальні дисципліни: «Дитяча література», «Формування читацької самостійності в учні початкової школи», «Методика навчання читання», «Виразне читання», «Історія української літератури», «Сучасна українська література», «Український фольклор»). 2009-2010 рр. брала активну участь у створенні Музею Бориса Грінченка.
2007 році захистила дисертацію на звання кандидата педагогічних наук. Тема дисертації «Проблема формування особистості у змісті підручників з читання для початкової школи (50-ті роки XIX ст. — 50-ті роки XX ст.)» за спеціальністю 13.00.01
2009 року отримала вчене звання доцента
2015 року захистила дисертацію на звання доктора педагогічних наук. Тема дисертації «Освітньо-культурна і педагогічна діяльність Я. Ф. Чепіги в контексті історико-педагогічного процесу в Україні (кінець XIX — початок XX ст.)».
З 1 вересня 2018 — головний науковий співробітник, а станом на серпень 2020 — завідувач відділу навчання мов національних меншин та зарубіжної літератури Інституту педагогіки Національної академії педагогічних наук України.
Бере участь у написанні підручників для україномовних шкіл у Польщі для початкової школи.
Член редакційної колегії польського часопису «Ridna mowa».
Член двох спеціалізованих вчених рад зі спеціальності 13.00.02 та 13.00.01.
Член почесного журі міжнародного конкурсу «Коронація слова», член журі телевізійного конкурсу сучасної української літератури «Еспресо TV», літературної премії Національної спілки письменників України в царині літератури для дітей імені Платона Воронька .
Бере участь у передачах Національного українського радіо: «Батьківські збори» (педагогічного спрямування) «Слово» (мовознавчого спрямування) «Золоті ворота» (культурологічного спрямування) «Вечірній клуб актриси Лариси» (мистецького спрямування) та інших.

## Наукові інтереси
- Дитяча література, історичні та методичні аспекти дитячої літератури; методика навчання читання в початковій школі, проблема підручникотворення в Україні;
- Дослідження життєдіяльності громадсько- культурних і освітніх діячів минулого.
- Створення підручників з Літературного читання та хрестоматій з Додаткового читання для учнів початкової школи.

## Відзнаки
Нагороджена медаллю Національної академії педагогічних наук України "К. Д. Ушинський" (2022).
Нагороджена медаллю Інституту педагогіки НАПН України "Академік М. Д. Ярмаченко" (2024)

## Основні друковані публікації
Монографії:
1. Не велике я поле зорав… (до 150-річчя з дня народження Бориса Грінченка). — К.: НВФ «Славутич-Дельфін», 2013. — 112 с.
2. Проблема формування особистості у змісті підручників з читання для початкової школи (50-ті роки XIX — 50-ті роки XX ст.). — К. : НВФ «Славутич-Дельфін», 2014. — 152 с.
3. Освітньо-культурна і педагогічна діяльність Якова Чепіги в контексті розвитку історико-педагогічного процесу в Україні (кінець XIX — поч. XX ст.). — К. : НВФ «Славутич-Дельфін», 2014. — 272 с.
4. Проблема ідентичностей в сучасній українській літературі: у вимірах «Коронації слова»: колективна монографія / наук. ред. і передм. Н. І. Богданець-Білоскаленко, О. О. Бровко. — Чернівці: Видавничий дім «Букрек», 2018. — 224 с.

Підручники і навчальні посібники:
1. Богданець-Білоскаленко Н.І. Українська мова та читання» підручник для 2 класу закладів загальної середньої освіти (у 2-х частинах). Частина 2.Читання. Київ : Грамота, 2019. 148 с. (гриф МОН)
2. Богданець-Білоскаленко Н. Українська дитяча література. Навчальний посібник. — К.: Видавничий Дім «Слово», 2009. — 280 с. (з грифом МОН України)
3. Богданець-Білоскаленко Н., Зоряна М. Літературне читання. 4 клас. Навчальний підручник. — К.: Грамота, 2015. — 176 с. (Затверджено МОН)
4. Богданець-Білоскаленко Н., Романюк С. Літературне читання. Уроки. 4 клас. — К.: Вид.дім «Перше вересня», 2017. — 136 с.
5. Книжка для додаткового читання. — К.: Грамота, 2018. — 98 с.
6. Українська мова та читання : підручник для 3 класу закладів загальної середньої освіти (у 2-х частинах): Частина 2 : Читання / Наталія Богданець-Білоскаленко, Юлія Шумейко. — Київ : Грамота, 2020. — 160 с. — 40 207 прим. — ISBN 978-966-349-806-5, ISBN 978-966-349-807-2 (частина 2).
7. Книжка для додаткового читання : посібник для 3 класу загальноосвітніх навчальних закладів / Упорядники: Наталія Богданець-Білоскаленко, Юлія Шумейко. — Київ : Грамота, 2020. — 128 с. — (Серія «Нова українська школа») — 10 000 прим. — ISBN 978-966-349-705-1.

Статті у виданнях, що входять до наукометричних баз даних:
1. Богданець-Білоскаленко Н., Горошкіна О., Коваленко О. The ways to improvements in methodological training of future language and literature teachers for the competence-based approach implementation. Българский език. № 4. 2020. Web of Sciеnce URL: https://lib.iitta.gov.ua/721694/
2. Богданець-Білоскаленко Н. Інноваційні підходи до навчання української мови молодших школярів в англомовному середовищі / Н.Богданець-Білоскаленко, С. Романюк // Science and education, 2017. — № 2. — С. 121—125. Web of Science [Архівовано 29 березня 2019 у Wayback Machine.]
3. Богданець-Білоскаленко Н. Культурний ландшафт художнього тексту як вияв етнічної ідентичності: технологія вивчення / Н.Богданець-Білоскаленко, О.Бровко // Гірська школа українських Карпат. — 2017. — № 17. — С. 136—140. (Індекс Копернікус)